# Крістофер Веслі
Крістофер Веслі  (нім. Christopher Wesley, 23 червня 1987) — німецький хокеїст на траві, олімпійський чемпіон.

## Виступи на Олімпіадах
| Олімпіада   | Дисципліна     | Місце |
| ----------- | -------------- | ----- |
| Лондон 2012 | хокей на траві | 1     |
| Ріо 2016    | хокей на траві | 3     |